# Ipsley
Ipsley är en stadsdel i Redditch, i distriktet Redditch, i grevskapet Worcestershire, i England. Ipsley var en civil parish fram till 1974. Civil parish hade 1 910 invånare år 1951. Byn nämndes i Domedagsboken (Domesday Book) år 1086, och kallades då Epeslei.